# Osmar Aparecido de Azevedo
Osmar Aparecido de Azevedo (Marília, 23 juli 1980) is een Braziliaans voetballer.